# فانتوم: روحی که قدم می‌زند
فانتوم: روحی که قدم می‌زند (به انگلیسی: The Phantom: The Ghost Who Walks) یک بازی ویدئویی در ژانر اکشن-ماجراجویی است که قرار بود برای کنسول دستی گیم بوی ادونس در سال ۲۰۰۳ منتشر شود اما به دلیل ورشکستگی کمپانی سازنده، بازی منتشر نشد. در سال ۲۰۲۴ فایل بازی به صورت مجازی منتشر گردید. این بازی با محیط نیمه باز به همراه گرافیک ۲.۵ بعدی به شخصیت فانتوم خلق شده توسط لی فالک می‌پردازد.